# アジュール (紋章学)

左半分が色彩による表現。右半分がペトラ・サンクタの手法による表現。

アジュール（英: Azure、仏: Azur）は、紋章学における青色を表すティンクチャーであり、「原色 (colours) 」と呼ばれる種類のティンクチャーに属する。なお、ティンクチャーとは紋章学における紋様の要素である原色・金属色・毛皮模様の総称である。
古典的な白黒の印刷物や硬貨の刻印をはじめとする彫刻では色を表すことができないため、ペトラ・サンクタの方法 (System of Petra Sancta) と呼ばれる手法では、アジュールは水平の横線の領域として表される。さもなくば az.、b. 又は bl. といった省略形で示されることがある。
アジュールは、次のようなものを表現するとされている。
- サファイヤ（宝石）
- 木星（天体） - 木星はさらに、伝統的な錬金術/神秘学の伝承において金属のスズと関係している。

## 解説

### 語源
|                      |
| アジュール (#007FFF) |

アジュールという言葉は、ペルシア語の lāzhuward 又は lājward に由来し、現在ラピスラズリと呼ばれている濃い青色の貴石を産出することで知られていた lāzhuward という土地の名に由来する（ラピスラズリは、古くは「 lāzhuward の石」の意で、ラテン語で石を意味する lapis とラピスラズリを意味する lazulum から派生した lazulī の合成語）。以後の経緯は諸説あってはっきりしないが、アラビア語の al lazuwar(d) から中世ラテン語の azura を経て古フランス語の azur となったという説がある。この言葉は12世紀までに古フランス語に取り入れられ、そこからコート・オブ・アームズ (Coats of Arms) の紋章の中で使われるようになった。なお、コート・オブ・アームズとは、甲冑で完全武装した貴族や騎士がお互いに個人を識別できるように戦争の際にまとった自らの紋章を描いたサーコートのことである。現代では紋章そのものを指すことがある。
英単語の「アジュール」という言葉は紋章の色として単純に「青」を意味するが、フランス語とドイツ語のそれぞれを起源とする同じ概念の別の言葉が両方とも英語に取り入れられた数多くの例のうちの1つでもある。前者はノルマン・コンクエストとして知られる1066年のノルマン人によるイングランド征服後にフランス語を話す支配者階級の貴族によって使われていた単語「アジュール」であり、後者はアングロサクソン系の一般人により用いられていた単語「ブラウ = ブルー」である。そのため、フランス語を話す伝令官（国王や支配者からの重大ニュースを民衆に伝える役目の官吏）がバナーと呼ばれる国王・貴族などの個人旗に描かれた青をアジュールだと言う一方で、一般民衆はそれらを単にブルーだと言った。このような経緯から、同じ「青」の概念を持つ2つの単語が英語に取り入れられていったが、現代では語源となったフランス語でも青を「bleu」と言うため、アジュールは紋章学以外では一部の商品名、曲の題名や色名などを除けば、単に「青」を意味する言葉としてはあまり使われなくなっている。

### 範囲

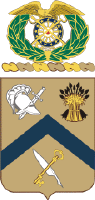
アメリカ陸軍需品科の紋章。盾の中のシェブロン（山形紋）はアジュールであるが、かなり暗い青であることが判る。

アジュールが単に「青い」ということを意味する古フランス語の単語から来ることから、広範囲にわたる様々な色価を持つ青が紋章と旗を描くのに使われた。つまり、「青」であると認識できるのであれば、明るい青でも暗い青でもアジュールと呼んでよいということである。しかし、アジュールと呼ばれる標準的な青のティンクチャー以外に、「ブルー・セレステ (bleu celeste) 」又は「スカイブルー」と呼ばれている明るい青があることもわかっている。印刷技術や顔料を合成する技術の進んだ現代ならともかく、顔料の材料を自然から採取される均質でないものに頼らざるをえなかった中世ヨーロッパにおいて、ある特定の色合いを持つ青色を常に同じように厳密に再現するのは不可能でもあった。このため、アジュールもブルー・セレステもどのような色合いの青であるかという正確な定義はないが、アジュールは一貫して非常に濃い色合いの青として表されている。ただし、明度には比較的自由度はあったものの、色相に関しては非常に厳格で、青緑や青紫のようなヴァートやパーピュアと区別できなくなるような色にすることだけは許されなかった。